# Bonanza Creek
Pour les articles homonymes, voir Bonanza (homonymie).

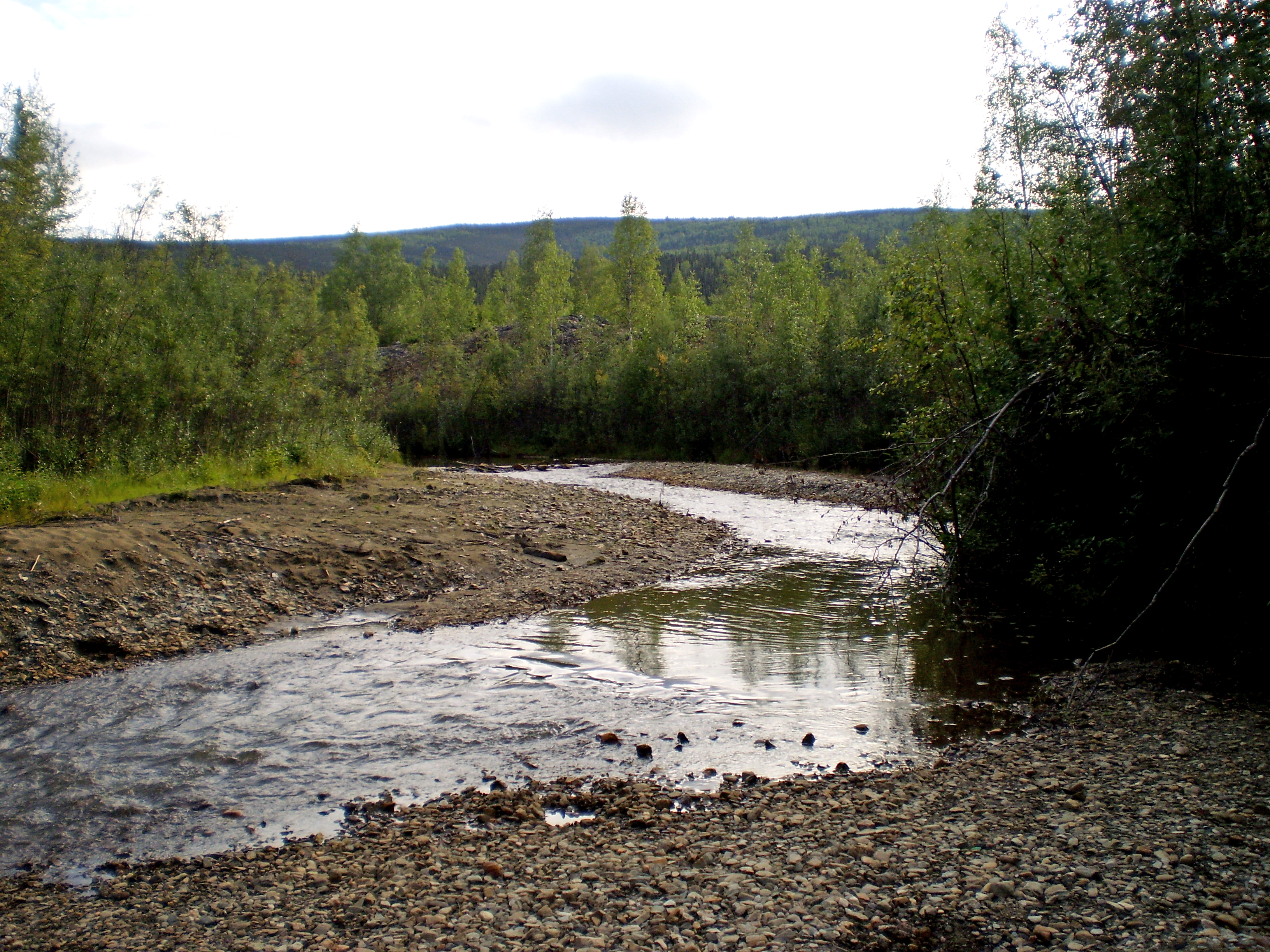
Bonanza Creek

Bonanza Creek est un cours d'eau du Yukon au Canada de 20 milles (32 km) de long, affluent de la rivière Klondike. Il prend sa source dans le King Solomon's Dome, à 20 milles (32 km) au sud-est de Dawson City.
Au XIXe siècle et au tout début du XXe siècle, Bonanza Creek a été le centre de la Ruée vers l'or du Klondike attirant des milliers de prospecteurs de partout dans le monde. Avant 1896, ce ruisseau était appelé Rabbit Creek (le ruisseau du lapin). Son nom a été changé par les mineurs après qu'on y eut découvert de grandes quantités d'or.
Pendant tout le temps de la prospection, le lit du ruisseau a été considérablement modifié, à cause des fouilles effectuées dans et tout autour du cours d'eau.

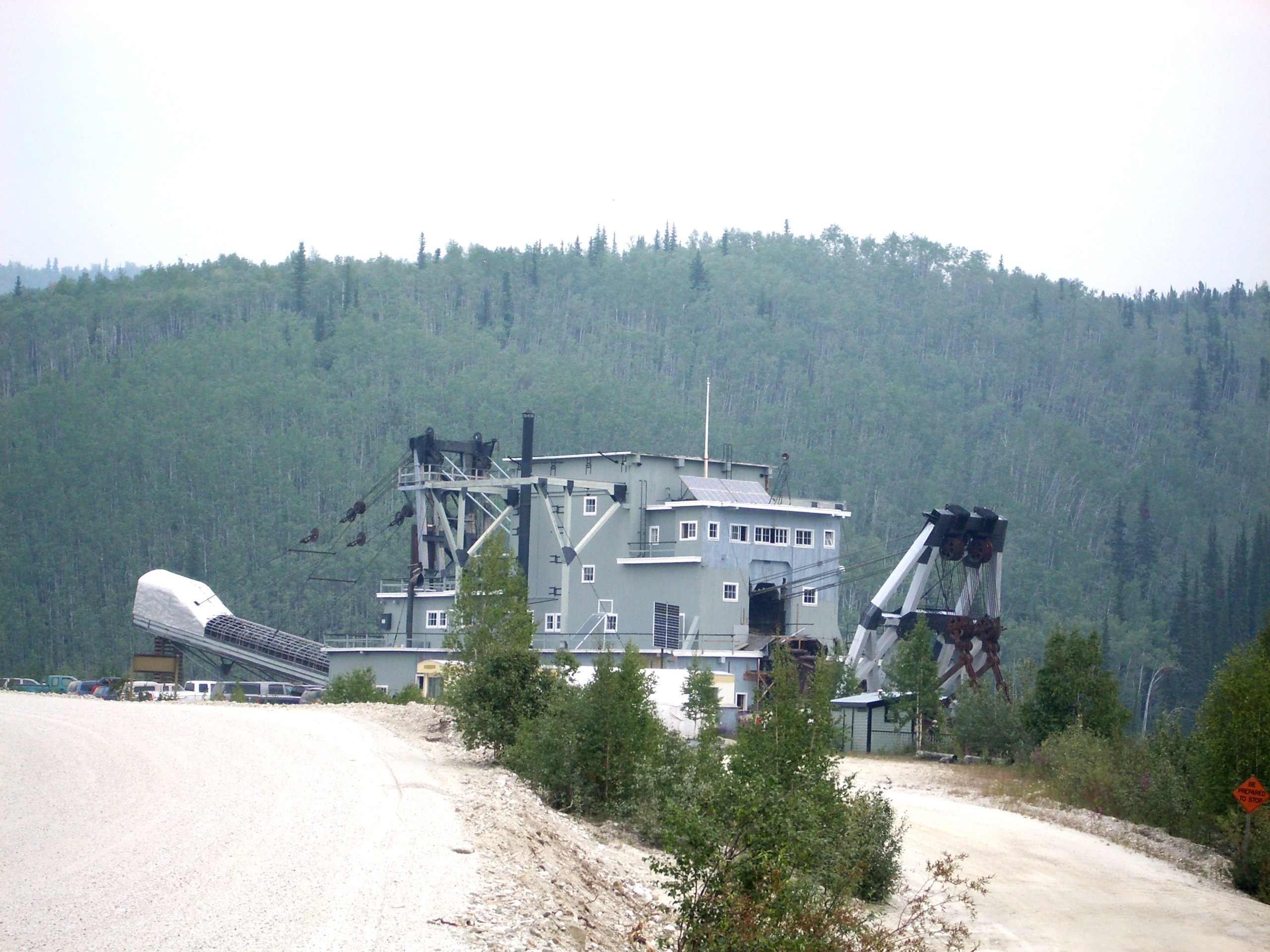
Drague de Bonanza Creek

L'exploitation de l'or a été abandonnée dans les années 1950, et actuellement, il ne reste plus rien des installations des mineurs hormis un site historique organisé par le gouvernement du Canada où l'on visite une drague et où des prospections sont organisées pour les touristes. 